# Pitkas Point (Alaska)
Pitkas Point es un lugar designado por el censo ubicado en el Área censal de Wade Hampton en el estado estadounidense de Alaska. En el Censo de 2010 tenía una población de 109 habitantes y una densidad poblacional de 27,29 personas por km². Se encuentra a orillas del río Yukón, cerca de la desembocadura de este en el mar de Bering.

## Geografía

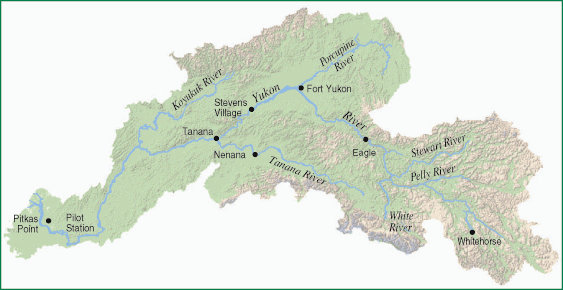
Mapa de la cuenca del río Yukón en el que aparece, en su curso bajo, Pitkas Point

Pitkas Point se encuentra en las coordenadas 62°2′15″N 163°16′1″O / 62.03750, -163.26694. Según la Oficina del Censo de los Estados Unidos, Pitkas Point tiene una superficie total de 3.99 km², de la cual 3.99 km² corresponden a tierra firme y (0%) 0 km² es agua.

## Demografía
Según el censo de 2010, había 109 personas residiendo en Pitkas Point. La densidad de población era de 27,29 hab./km². De los 109 habitantes, Pitkas Point estaba compuesto por el 1.83% blancos, el 0% eran afroamericanos, el 97.25% eran amerindios, el 0% eran asiáticos, el 0% eran isleños del Pacífico, el 0% eran de otras razas y el 0.92% pertenecían a dos o más razas. Del total de la población el 0% eran hispanos o latinos de cualquier raza.